# Liste der Biografien/Lindl
Liste der Biografien |
Portal Biografien |
Personensuche
# |
A |
B |
C |
D |
E |
F |
G |
H |
I |
J |
K |
L |
M |
N |
O |
P |
Q |
R |
S |
T |
U |
V |
W |
X |
Y |
Z |
?
 
La |
Lb |
Lc |
Le |
Lg |
Lh |
Li |
Lj |
Ll |
Lm |
Lo |
Lp |
Lt |
Lu |
Lv |
Lw |
Lx |
Ly |
Lz
 
Lia |
Lib |
Lic |
Lid |
Lie |
Lif |
Lig |
Lih |
Lii |
Lij |
Lik |
Lil |
Lim |
Lin |
Lio |
Lip |
Liq |
Lir |
Lis |
Lit |
Liu |
Liv |
Liw |
Lix |
Liy |
Liz
 
Lina |
Linb |
Linc |
Lind |
Line |
Linf |
Ling |
Linh |
Lini |
Linj |
Link |
Linl |
Linn |
Lino |
Linp |
Lins |
Lint |
Linu |
Linv |
Linw |
Linx |
Liny |
Linz
 
Linda |
Lindb |
Linde |
Lindf |
Lindg |
Lindh |
Lindi |
Lindk |
Lindl |
Lindm |
Lindn |
Lindo |
Lindp |
Lindq |
Lindr |
Linds |
Lindt |
Lindu |
Lindv |
Lindw |
Lindz
Die Liste der Biografien führt alle Personen auf, die in der deutschsprachigen Wikipedia einen Artikel haben. Dieses ist eine Teilliste mit 29 Einträgen von Personen, deren Namen mit den Buchstaben „Lindl“ beginnt.

## Lindl
- Lindl, Franz-Xaver (1897–1970), deutscher Maler, Bildhauer und Grafiker
- Lindl, Gabriela (* 1985), deutsche Schauspielerin und Sängerin
- Lindl, Ignaz (1774–1845), bessarabiendeutscher katholischer Priester
- Lindl, John (* 1946), US-amerikanischer Physiker
- Lindl, Stefan (* 1969), deutscher Essayist und Publizist

### Lindla
- Lindland, Matt (* 1970), US-amerikanischer Ringer und Mixed-Martial-Arts-Kämpfer
- Lindlar, Hans Peter (* 1946), deutscher Politiker (CDU), MdL, Regierungspräsident
- Lindlar, Heinrich (1912–2009), deutscher Musikwissenschaftler und -pädagoge
- Lindlar, Herbert (1909–2009), britisch-schweizerischer Chemiker
- Lindlar, Johann Wilhelm (1816–1896), deutscher Landschaftsmaler
- Lindlar, Willi (1916–1983), deutscher Politiker (CDU)
- Lindlau, Dagobert (1930–2018), deutscher Journalist und SchriftstellerDagobert Lindlau (1930–2018)

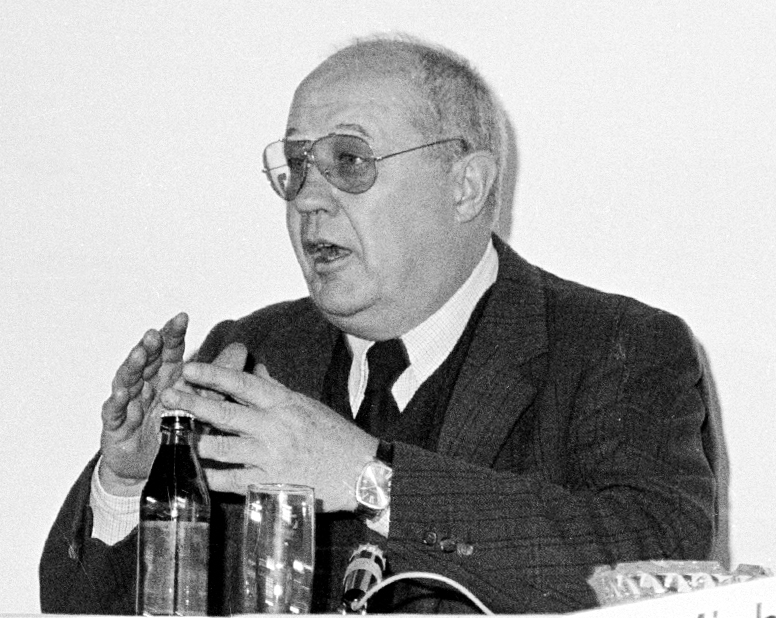
Dagobert Lindlau (1930–2018)

### Lindlb
- Lindlbauer, Peter (* 1991), deutscher Eishockeyspieler

### Lindle
- Lindley López, Nicolás (1908–1995), peruanischer Chef einer Militärjunta im Jahre 1963
- Lindley, Alfred (1904–1951), US-amerikanischer Ruderer
- Lindley, Audra (1918–1997), US-amerikanische Film-, Theater- und Fernsehschauspielerin
- Lindley, David (1944–2023), US-amerikanischer Multiinstrumentalist und Sänger
- Lindley, David (* 1979), englischer Badmintonspieler
- Lindley, Eve (* 1993), US-amerikanische Schauspielerin
- Lindley, James Johnson (1822–1891), US-amerikanischer Politiker
- Lindley, John (1799–1865), englischer Botaniker
- Lindley, John (* 1951), US-amerikanischer Kameramann
- Lindley, John F. (1918–1971), US-amerikanischer Politiker
- Lindley, Joseph (1756–1808), britischer Astronom, Kartograf und Kaufmann
- Lindley, Mark (* 1937), US-amerikanischer Historiker und Musikforscher
- Lindley, Nathaniel, Baron Lindley (1828–1921), britischer Jurist
- Lindley, William (1808–1900), britischer Ingenieur
- Lindley, William Heerlein (1853–1917), britischer Ingenieur

### Lindlo
- Lindlohr, Andrea (* 1975), deutsche Politikerin (Bündnis 90/Die Grünen), MdL